# Darlington (South Carolina)
Darlington ist eine Stadt im US-Bundesstaat South Carolina. Das U.S. Census Bureau hat bei der Volkszählung 2020 eine Einwohnerzahl von 6.149 ermittelt. Die Stadt liegt im gleichnamigen Darlington County.
Die Stadt ist für den Darlington Raceway bekannt, eine der Stationen des jährlichen NASCAR-Geschehens. Der wahrscheinlich berühmteste Einwohner der Stadt ist Orlando Hudson, ein Baseballspieler der Toronto Blue Jays.

## Söhne und Töchter der Stadt
- Buddy Johnson (1915–1977), Musiker
- Ella Johnson (1923–2004), Jazz- und R&B-Sängerin